# Magia naturale
La magia naturale, quale si è andata delineando a partire dall'età rinascimentale, è quella disciplina dell'occulto che si occupa delle forze della natura, concependole come entità vive e animate, e in quanto tali manipolabili dal mago che può impartire loro direttamente dei comandi, agendo in armonia con le loro leggi fenomeniche.

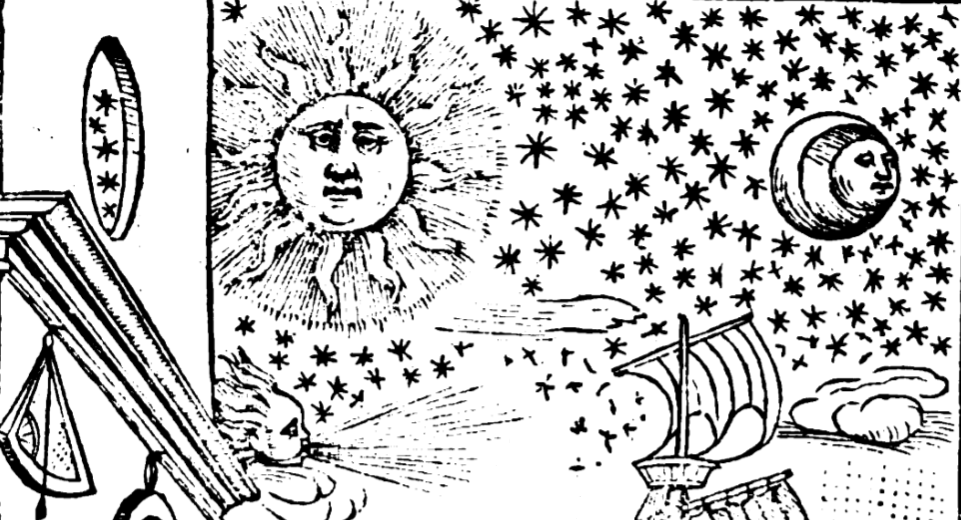
Raffigurazione del Sole, della Luna, delle stelle e dei venti, all'interno di una traduzione del Tractatus de Sphaera di Giovanni Sacrobosco, intitolato Sphera volgare novamente tradotta, con molte notande additioni di geometria, cosmographia, arte navicatoria, et stereometria, proportioni, et qvantita delli elementi, distanze, grandeze, et movimenti di tvtti li corpi celesti, cose certamente rade et maravigliose.

Questo tipo di magia spesso è consistito nello studio sperimentale della natura, in maniera simile ad una scienza naturale su basi spirituali, presentandosi come la traduzione in pratica, o la controparte complementare, della filosofia della natura.
Anche se assimilabile alla magia bianca, la magia naturale tende a distanziarsi dalle pratiche cerimoniali, in particolare dalla goezia e dalla teurgia che si occupano di evocare spiriti rispettivamente diabolici o divini, prediligendo un approccio più neutro e scientifico, che comprende materie come l'astrologia, l'alchimia, la medicina, la fisica.

## Il dibattito sulla magia naturale
Il dibattito sulla liceità o meno di una magia naturale risale al Medioevo, quando i teologi cristiani cercarono di definire i limiti che separassero la magia «vera» o appunto naturalis, cioè rispettosa delle leggi iscritte da Dio nella natura, da quella «falsa» che sarebbe stata ispirata dal demonio. Un tale approccio tuttavia spogliava di fatto la magia della sua valenza prodigiosa, respingendo come soprannaturale e perciò maligna qualsiasi operazione che alterasse l'intima essenza degli enti sublunari, concepiti secondo la dottrina aristotelico-tomista delle forme, immettendo o risvegliando in loro delle virtutes o proprietà occulte che esse prima non manifestavano.
Il successivo dibattito che si protrarrà fino al Rinascimento inoltrato assumerà le vesti di una battaglia culturale per ampliare la legittimità e la definizione stessa della magia naturale, oltre le ristrettezze imposte dalle strutture mentali dell'inquisizione ecclesiastica.

### Principali sostenitori della magia naturale

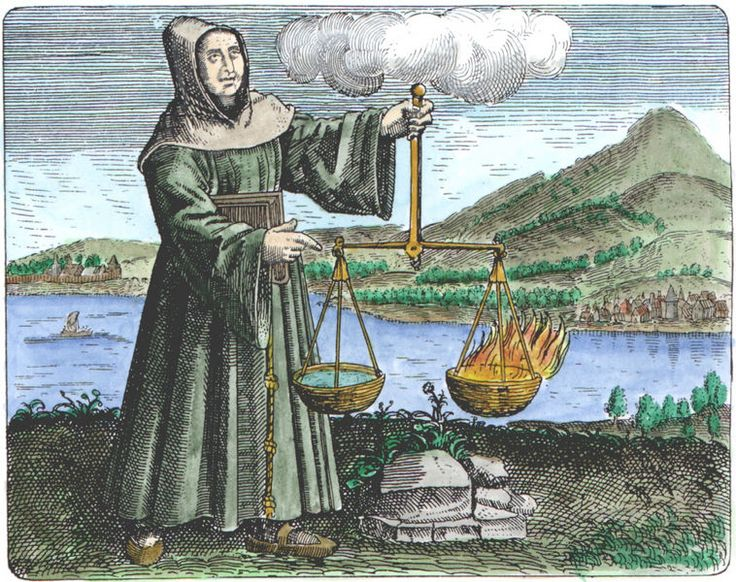
Ruggero Bacone che bilancia gli elementi del fuoco e dell'acqua.

Di seguito alcuni dei principali sostenitori della magia naturale che si inserirono in questo dibattito:
- Ruggero Bacone, alchimista appartenente all'ordine francescano, già nel Duecento aveva cercato di distinguere la magia bianca o naturale, che intende operare in armonia col disegno universale stabilito da Dio, dalla magia nera o necromantica, che mira invece a sottomettere gli enti naturali al volere del mago, sovvertendone le leggi con l'evocazione di spiriti o demoni, oppure ricorrendo ad artifici e inganni:[9]

(Ruggero Bacone, Epistola de secretis operibus artis et naturae, cap. 1, pag. 523, nell'edizione curata da S. J. Brewer, Londra, Longman, 1859)
- Marsilio Ficino nel Quattrocento fu tra i primi umanisti che contribuirono alla rinascita del neoplatonismo e dell'ermetismo, ripensando in termini nuovi i rapporti tra natura e arte magica. Nel terzo libro del suo De vita, stampato nel 1489, pur muovendosi nel contesto della medicina astrologica, Ficino intendeva rifondare la funzione del sapere, da lui concepito non più solo in senso intellettuale o contemplativo, ma anche operativo e taumaturgico.[6]

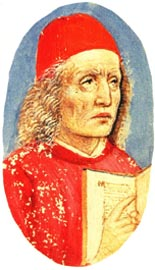
Marsilio Ficino, ritratto da un volume della Biblioteca Medicea Laurenziana.

Sviluppando la dottrina emanatistica di Plotino, Ficino vedeva l'universo come il risultato della dispersione dell'Uno nella molteplicità, e perciò intimamente vitalizzato da energie e forze arcane, celate nell'oscurità della materia, che spetta al mago ridestare e ricombinare secondo i loro rapporti di simpatia o antipatia.
(Eugenio Garin, Magia ed astrologia nella cultura del Rinascimento, articolo su «Belfagor», n. V, pag. 659, anno 1950)
Ne consegue, da un lato, che la magia non è sterile imitazione della natura, ma dall'altro essa è perfettamente naturale, in quanto si propone di preservare, e anzi di favorire la spontanea evoluzione di tutto il creato che, corrottosi a causa del biblico peccato originale, tenderebbe inconsciamente a ritornare verso la sua perfezione originaria.
La magia così intesa è quindi un atto di amore, un dovere sacro dell'uomo che, essendo immagine di Dio, è chiamato a redimere la natura nella prospettiva religiosa ed escatologica della «cura».
- In Pico della Mirandola ritorna il presupposto religioso su cui si fonda la magia naturale, seppure in un'ottica diversa da quella ficiniana: per Pico infatti la legittimazione divina della magia avviene attraverso la cabala, le cui dieci sephirot esprimono le diverse modalità della manifestazione di Dio nella natura. Si tratta pertanto di una magia di tipo fonetico, che porta il mago a trascendere la stessa scala naturae in cui è strutturato l'universo coi suoi influssi astrologici, per collocarsi al livello dell'intelligenza divina, e far affiorare così, da «ministro e non artefice della Natura», «dai suoi oscuri recessi, le virtù sparse e seminate nel mondo dalla bontà di Dio», riunendo le virtù inferiori della terra con quelle superiori del cielo.[10]

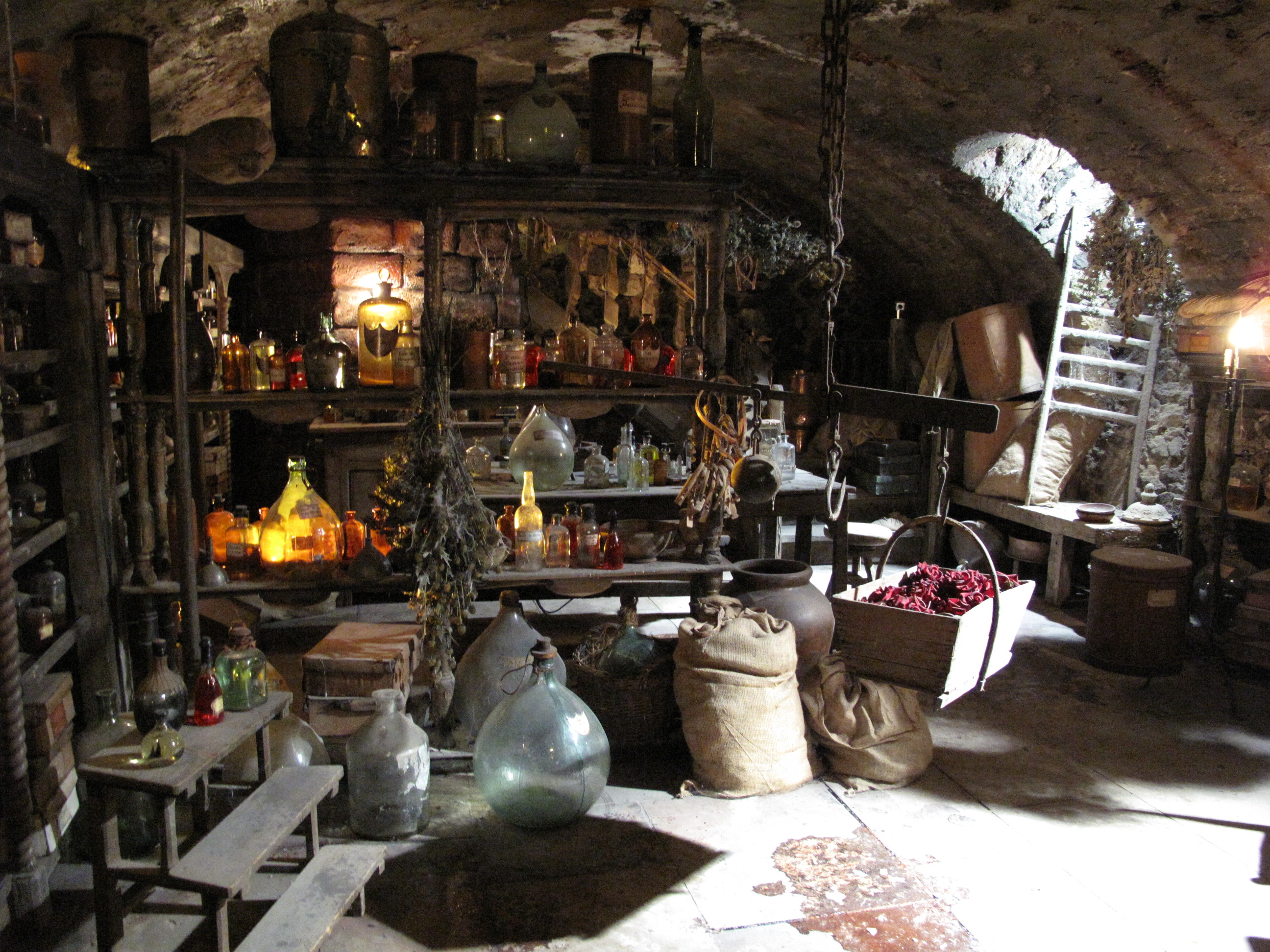
Riproduzione di una fucina con boccette ripiene di pozioni ed essenze magiche.

(Pico della Mirandola, De hominis dignitate, trad. it. a cura di Eugenio Garin, pp. 152-153, Firenze, Vallecchi, 1942)
Penetrando nei recessi nascosti della natura, la magia si prefigge così il medesimo scopo dell'iniziazione nei misteri antichi.
- Il tedesco Agrippa di Nettesheim, sulla scia di Ficino e di Pico, intendeva rivalutare la figura del mago in quanto «sapiente, sacerdote e profeta», definendo la magia come la filosofia più santa e più nobile, per la sua capacità di penetrare i segreti più reconditi della natura, e riaccordare tra loro gli aspetti terreni con quelli celesti: per questo essa è scienza integrale della natura, tanto fisica quanto metafisica.[10] Il suo De occulta philosophia in particolare è diviso in tre libri, corrispondenti ai piani della realtà su cui opera la magia: 
  - quello elementare terrestre, in cui sono attive le virtù naturali dei quattro elementi;
  - quello celeste astrale, in cui vengono studiati gli influssi delle stelle ed i loro rapporti in termini matematici;
  - quello intellettuale religioso, proprio della magia cerimoniale più elevata.

Il primo dei tre libri è dunque quello dedicato alla magia naturale, comprendente discipline come la botanica, l'erboristeria, l'astrologia, l'alchimia, e discipline oggi appartenenti alle scienze naturali come l'astronomia e la chimica. Egli tratta ad esempio dei quattro elementi semplici, e dei quattro corpi da loro composti, ossia le pietre, i metalli, le piante e gli animali, corrispondenti rispettivamente alla terra, all'acqua, all'aria ed al fuoco.

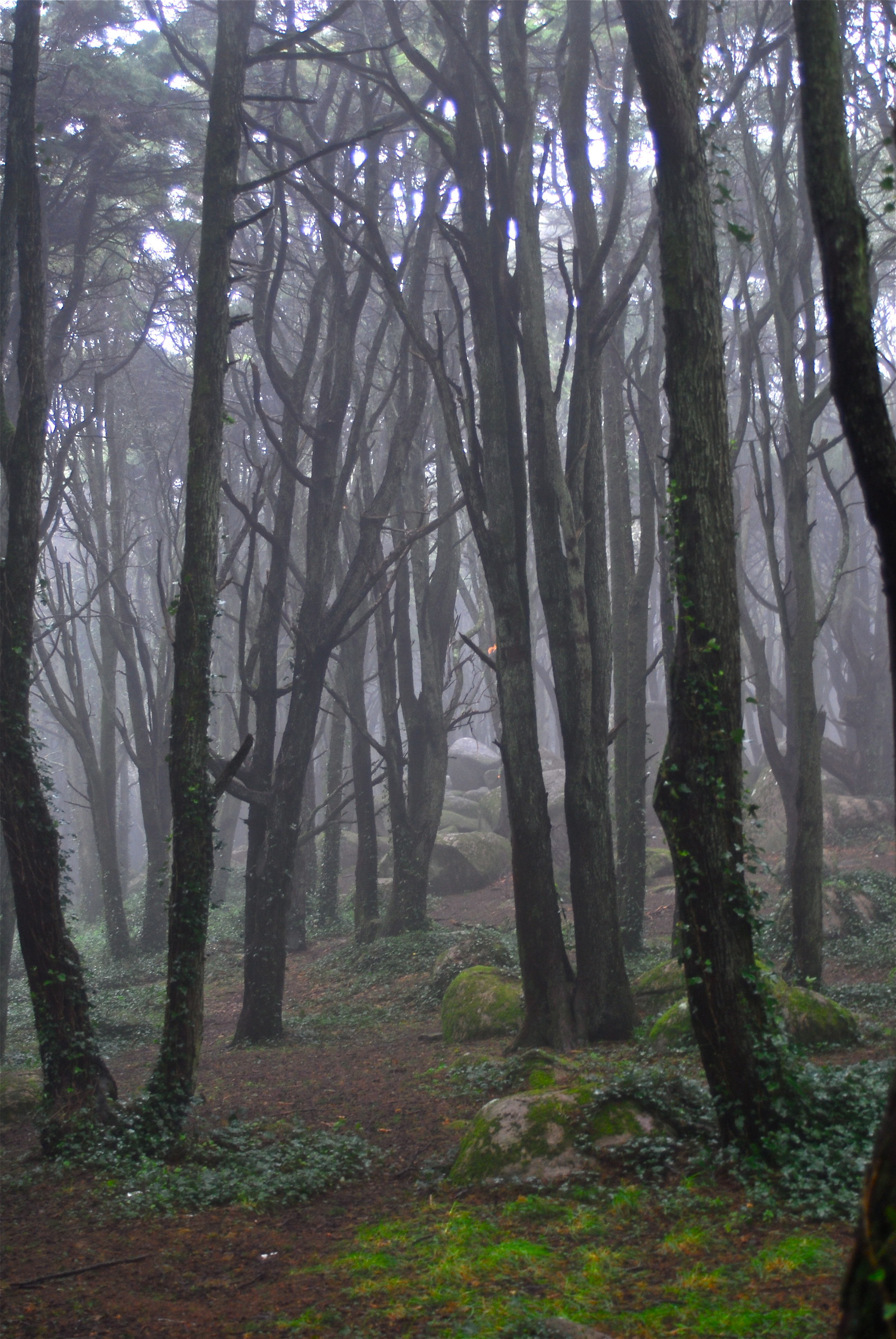
Foresta immersa nella natura: per Paracelso si tratta di luoghi densamente popolati da creature invisibili, percepibili colla chiaroveggenza.

Agrippa riprende inoltre la concezione neoplatonica di una natura pervasa da potenzialità spirituali ed occulte derivanti dalle idee, infuse dentro di essa dall'Anima del Mondo.
(Agrippa di Nettesheim, La filosofia occulta o la magia, libro I, cap. X)
- Paracelso si segnalò nel dibattito sulla magia naturale soprattutto per i suoi apporti in ambito medico, superando la tradizionale concezione ippocratica degli umori, e attribuendo piuttosto all'azione di spiriti incorporei, denominati arcani, la causa degli squilibri patogeni in grado di alterare i tre principi spagirici dell'organismo, corrispondenti agli archetipi del mercurio, dello zolfo e del sale.[14]

La vitalità della natura non era per Paracelso qualcosa di puramente astratto ma consisteva in veri e propri esseri, da lui descritti nel Liber de nymphis, sylphis, pygmaeis et salamandris, in cui illustrò le quattro tipologie di creature invisibili che governano la natura, ossia gnomi, silfidi, ondine e salamandre, associandole rispettivamente ai quattro elementi classici, cioè terra, aria, acqua, e fuoco.
Tra le altre cose Paracelso sviluppò la dottrina delle segnature, basata sulla somiglianza delle forme dei vegetali con l'aspetto degli organi umani, svelando la loro funzione terapeutica occulta.

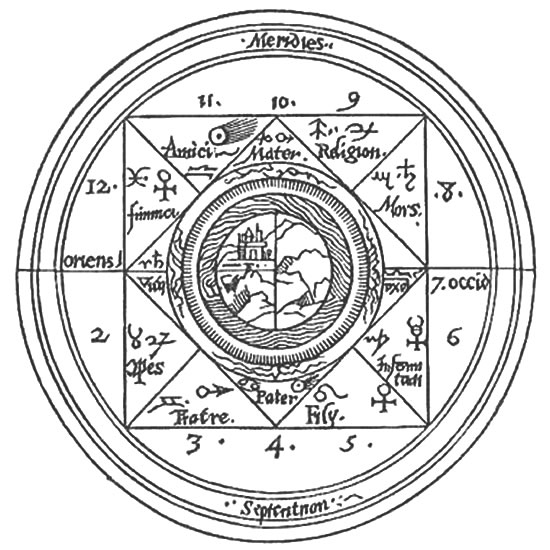
La struttura del cosmo suddivisa in case astrologiche in un'incisione di Giordano Bruno.

- Con Giordano Bruno giunse a maturazione il proposito di naturalizzare la magia, estendendo a dismisura il concetto stesso di natura, nel quale egli ricomprese non solo il mondo fisico e celeste, ma anche i demoni. Il discrimine tra magia lecita ed illecita si trasforma così, nella «nolana filosofia», in una distinzione riguardante unicamente la finalità che il mago persegue: nella scienza teurgica costui ricerca la struttura razionale della realtà coi suoi nessi di simpatia per potervi poi intervenire, anche andando oltre le sue leggi ordinarie, mentre nella magia desperatorum, ossia dei superstiziosi, la ragione viene sottomessa ad una fede religiosa, nell'illusione di potersi congiungere a Dio per vie extra-naturali.[6]

Per Bruno non aveva più senso la separazione tra dimensione astrale e mondo sublunare: la distinzione gerarchica fra diversi piani della realtà venne ricondotta alle loro attitudini funzionali più che a differenze ontologiche, essendovi una sola Causa universale e sostanziale, «un'anima di un solo genere, sebbene non sempre di un unico e identico atto a causa delle sempre diverse disposizioni della materia». L'esigenza di ordinare discorsivamente gli enti naturali secondo una scala appartiene alla fase conoscitiva della magia, convalidata successivamente dalla produzione operativa di fenomeni magici con cui la sapienza viene unita all'arte: il mago infatti non è che «un sapiente dotato della capacità di agire».
Lo studio delle diverse tipologie di cause, mediate dalla Causa prima, conduce Bruno a prospettare tre livelli all'interno della stessa magia fisica, ovvero:
- magia divina, che risale al Principio universale;
- magia naturale, che ne individua la diversità degli effetti nella materia;
- magia matematica, che ricompone razionalmente la realtà in un unico quadro mentale.

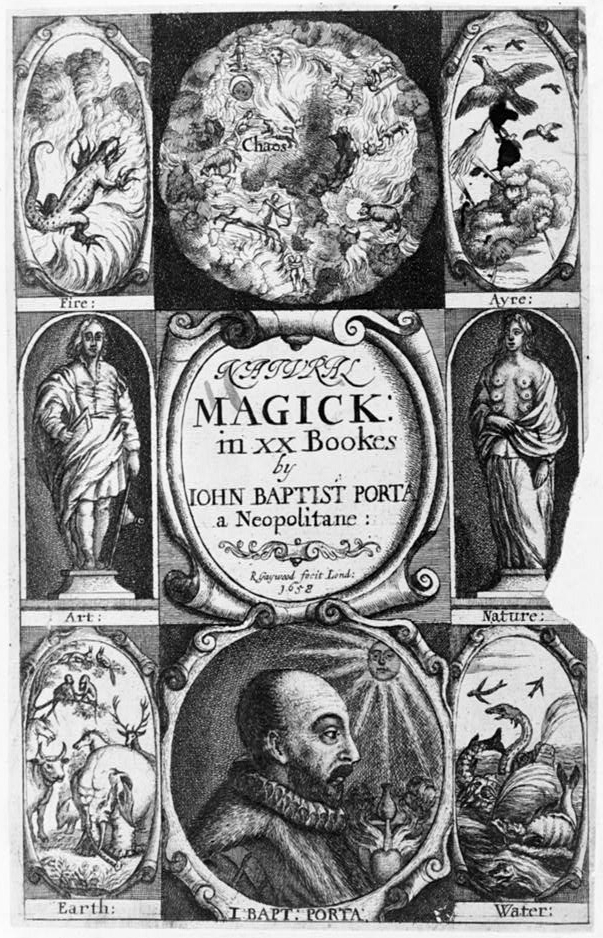
Frontespizio di un'edizione inglese del Magiae Naturalis di Giambattista della Porta (1658).

- Giovanni Battista Della Porta contribuì alla popolarità della magia naturale con la sua opera Magiae naturalis sive de miraculis rerum naturalium del 1558, data alle stampe in età giovanile in 4 libri,[16] ma da lui arricchita nel corso degli anni per la sua crescente fortuna e diffusione, in 20 libri, fino al 1589.[17] In essa Della Porta, oltre a rimarcare, sulle orme dei suoi predecessori, la distanza che separa tutte le forme nefande di superstizione, inganni e incantesimi diabolici dalla vera magia naturale, di origine persiana, tenuta in grande prestigio presso gli antichi, dispensava consigli pratici più che formulazioni teoriche innovative del mondo naturale, riproponendo sostanzialmente la visione neoplatonica di una gerarchia ontologica che collega la dimensione intellegibile con quella stellare ed infine sublunare, armonicamente concepiti come parti viventi di un unico organismo.[6][10]

Per Della Porta la magia non è altro che l'attuazione concreta della filosofia. Riallacciandosi alla tradizione medievale delle «raccolte di segreti», egli con la sua opera si propose di divulgare conoscenze arcane riguardanti ricette, preparazione di farmaci e pozioni dagli effetti straordinari, rimedi di medicina popolare spesso alternativi a quelli ufficiali, argomenti di chimica, metallurgia, cosmesi, agricoltura, caccia, ottica, magnetismo, meccanica ecc. che fanno di lui un personaggio significativo di raccordo tra il sapere della cultura popolare e l'esigenza sperimentatrice dell'approccio scientifico moderno, senza però smarrire il senso della meraviglia di fronte al mistero della natura.
- Secondo Campanella, infine, una magia autenticamente naturale non avrebbe potuto prescindere dal riconoscimento della capacità senziente che egli attribuisce a tutti gli esseri, anche i più insignificanti o apparentemente inanimati, ossia dei sentimenti di simpatia e antipatia con cui essi tendono a presevare la loro natura, che si traducono in rapporti di amore, odio, speranza e timore.[6]

(Tommaso Campanella, Del senso delle cose e della magia, 1604)

## Concetti della magia naturale
L'uso del termine «naturale», che intendeva escludere da questo tipo di magia qualsiasi ricorso ad interventi «soprannaturali», ritenuti spregiativamente sinonimo di «innaturali» o persino «contro natura», è stata foriera in ogni caso di ambiguità lessicali, come quando si cerchi di applicare questa distinzione a culture diverse da quella occidentale. Tale era ad esempio la difficoltà riscontrata dall'antropologo William Rivers:
(W.H.R. Rivers, Medicine, magic and religion, pag. 3, Londra, Kegan Paul, Trench, Trubner, 1927)

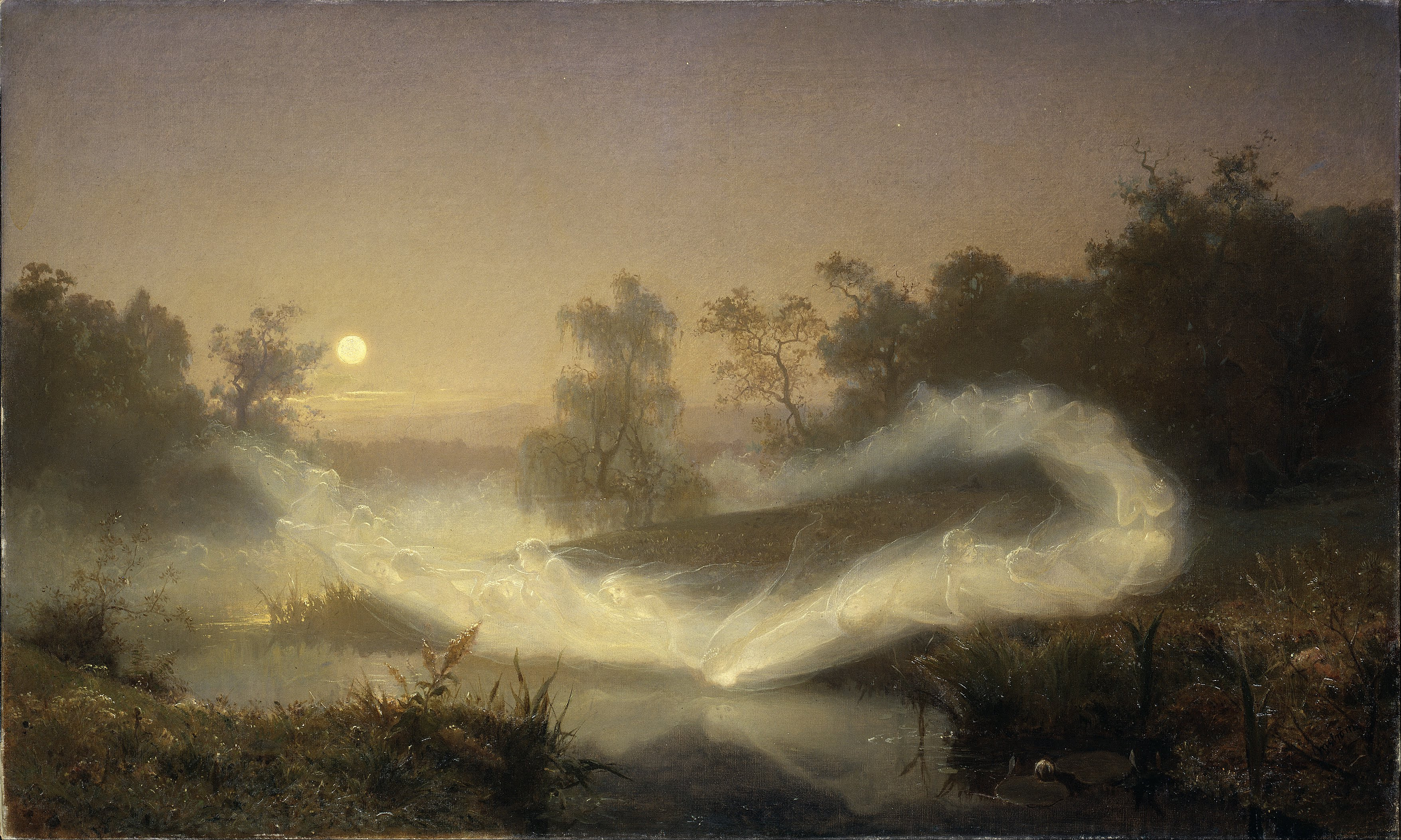
Fate danzanti raffigurati dal pittore svedese August Malmström (1866)

Pur cercando di separare la magia dalla religione, Rivers si accorse infatti che vari rituali animistici come quello della preghiera rivolta a superiori entità spirituali si riscontravano ugualmente nelle pratiche magiche, in cui risultava arduo distinguere l'intervento di esseri soprannaturali da quello di forze meramente impersonali.

L'esistenza di tali «spiriti della natura», ritenuti responsabili di ogni legge e avvenimento naturale, è attestata del resto anche nell'Occidente pagano pre-cristiano, e pur restando patrimonio della cultura popolare, fu riaffermata da Paracelso nel suo trattato De nymphis, sylphis, pygmaeis et salamandris sopra citato. La presenza reale e operativa di tali creature, chiamate anche elementali, sarà ribadita nelle correnti esoteriche del Novecento quali la teosofia e l'antroposofia:
(Wilhelm Pelikan, Le piante medicinali per la cura delle malattie, vol. III, Alassio, Natura e Cultura, 1998)
Secondo il Concise Oxford Dictionary del 1934, la magia nera, la magia bianca, e la magia naturale andrebbero così distinte a seconda della tipologia di esseri implicati: i diavoli nella prima, gli angeli nella seconda, e spiriti impersonali nella terza.

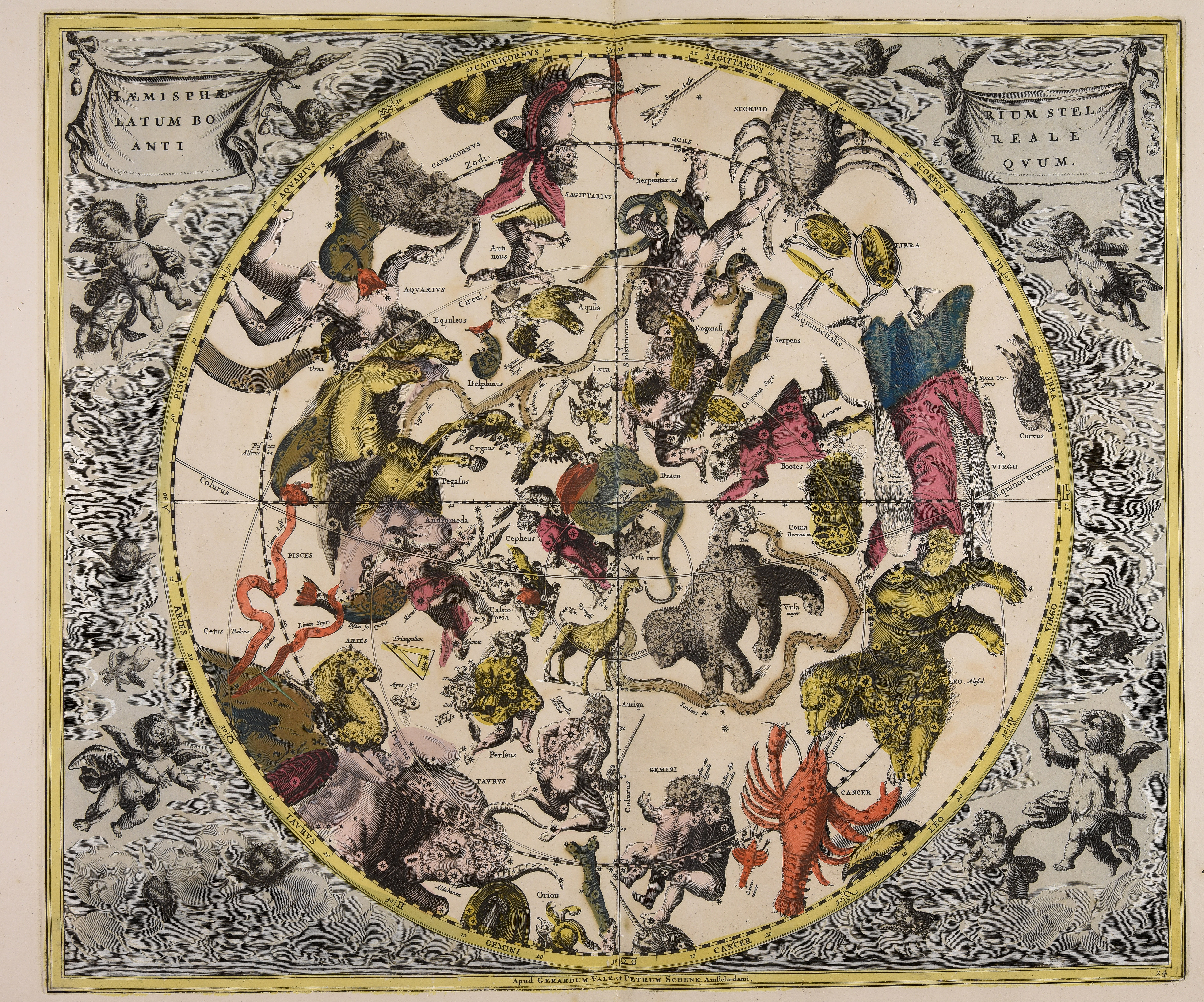
Costellazioni dell'emisfero celeste settentrionale raffigurate come esseri senzienti in un gigantesco «zodiaco», ovvero «giro degli animali» (da Harmonia Macrocosmica di Christoph Cellarius, 1660)

Oltre al pampsichismo, ossia la visione per cui tutto è impregnato da una coscienza, un altro concetto proprio della magia naturale è che il mondo non è un mero assemblaggio di componenti meccaniche, e quindi i fenomeni e gli eventi della natura non sono l'effetto di pure leggi deterministiche, bensì di reciproche interazioni fra le sue parti, le quali, essendo vive e senzienti, instaurano fra di loro dei rapporti di simpatia e antipatia, ovvero attrazione o repulsione.
Questa rete globale di corrispondenze, che aveva condotto l'ermetismo a scoprire la consonanza segreta tra macrocosmo e microcosmo, tra l'universo ed il singolo essere umano, è anche alla base di discipline quali l'astrologia, secondo cui le qualità di un pianeta sono da associare a uno specifico metallo, colore, ecc., oppure una certa configurazione astrale si ripercuote per analogia sul mondo sublunare terrestre: lo stesso influsso che Pitagora considerava il riflesso dell'«armonia delle sfere celesti».
Un risvolto terapeutico di questa concezione magica si ebbe nella cosiddetta «dottrina delle segnature», sviluppata tra gli altri da Paracelso e Giambattista della Porta, secondo la quale ogni essere naturale di origine animale, vegetale o minerale, a seconda dell'aspetto con cui si presenta (appunto la sua segnatura) indica quale parte del corpo umano può curare in base alla sua affinità con quest'ultima: ad esempio una noce ha una relazione occulta col cervello per via della loro somiglianza, o la forma di un fagiolo con quella dei reni.
Lo studio di queste relazioni, applicate soprattutto alle piante medicinali, poteva estendersi ai nessi tra sagome, colori, odori, posizioni, tempi di manifestazione, caratteri, esiti patologici, temi astrali, temperamenti umorali, e diverse altre qualità, ritenute socciacenti a un comune archetipo spirituale.
Una forma di trattamento moderno basato sulle segnature lo si ritrova nell'omeopatia, che associa però i rimedi ai relativi sintomi da curare secondo il principio similia similibus curantur, come pure nella floriterapia sviluppata da Edward Bach, in cui l'aspetto dei fiori è posto invece in relazione con stati d'animo negativi.